# 20059 Debswoboda
20059 Debswoboda este o planetă minoră (asteroid) din centura de asteroizi. A fost descoperită pe 20 iulie 1993 la Observatorul La Silla de Eric Walter Elst. 
Obiectul prezintă o orbită caracterizată de o semiaxă mare de 2,9918524 UAi, o excentricitate de 0,09, o înclinație de 9,23621 ° în raport cu ecliptica.